# Japanische Eroberung Burmas
Japanische Eroberung 1941/42

Bilin – Sittang – Pegu (Taukkyan) – Rangun – Yunnan-Burma-Straße (u.a. Tachiao – Oktwin – Toungoo – Yenangyaung – Lashio I)
1942/43

Burma-Kampagne 1942–1943

Arakan I – The Hump – Chindits
1944

Schlacht um Nordburma und West-Yunnan 1943–1945

Burma-Kampagne 1944

Arakan II – Ha-gō – Lashio II – Sangshak – Myitkyina – U-gō (Imphal – Kohima – Tennisplatz) – Mogaung – Song shan/Huitong-Brücke – Dan-gō
1944/45

Burma-Kampagne 1944–1945

Bhamo – Arakan III (Kangaw und Höhe 170 – Ramree) – Meiktila/Mandalay – Pakokku – Lashio III – Tanlwe Chaung – Operation Dracula – Sittang
1941

Thailand – Malaiische Halbinsel – Pearl Harbor – Hongkong – Philippinen – Guam – Wake – Force Z – Borneo
1942

Burma – Rabaul – Singapur – Sumatra – Timor – Australien – Java – Salamaua–Lae – Bougainville/Buka – Shortland-Inseln – Indischer Ozean – Port Moresby – Tulagi – Korallenmeer – Midway – Nordamerika – Buna-Gona – Kokoda-Track – Nauru/Ocean Island
Die japanische Eroberung Burmas war Teil des Burmafeldzuges während des Pazifikkriegs im Zweiten Weltkrieg. Alliierte Einheiten kämpften dabei gegen Truppen des Japanischen Kaiserreichs und dessen Verbündete. Die Kämpfe in Burma (heute Myanmar) begannen im Januar 1942, wenige Wochen nach dem japanischen Angriff auf Pearl Harbor und dem darauffolgenden Kriegseintritt der Vereinigten Staaten. Die japanischen Truppen der 15. Armee, die von Generalleutnant Iida Shōjirō kommandiert wurden, überschritten Mitte Januar 1942 die Grenze zwischen dem 1941 von ihnen besetzten Thailand und dem britischen Burma. Innerhalb weniger Wochen gelang es ihnen, die burmesische Hauptstadt Rangun zu erreichen. Ziel des japanischen Angriffes gegen Burma war es, die über die östlichen Ausläufer des Himalaya verlaufenden Nachschub- und Versorgungslinien zwischen Britisch-Indien (British Raj) und dem von chinesischen Kuomintang-Truppen bei Chongqing gehaltenen nördlichen Territorium abzuschneiden, um auf diese Weise den seit 1937 dauernden Zweiten Japanisch-Chinesischen Krieg zu beenden. Bei dem raschen japanischen Vormarsch wurden die englischen und indischen Truppen des Britischen Commonwealths, sowie einige chinesische Einheiten der nationalchinesischen Regierung unter Chiang Kai-shek, welche ab März 1942 an den Kämpfen teilnahmen, binnen einiger Monate fast komplett aufgerieben. Dabei mussten sie bis zum Chindwin-Fluss zurückweichen und somit Burma aufgeben.

## Hintergrund
Britisch-indische Truppen hatten Burma 1885 als Ergebnis des Dritten Anglo-Burmesischen Krieges erobert. Das Land wurde ein Jahr später in die Kronkolonie Britisch-Indien eingegliedert. Die herrschende Konbaung-Dynastie wurde abgesetzt, und die Regierung des Landes übernahm ein britischer Generalgouverneur, der dem Secretary of State for the Colonies unterstand. Mehrere kleinere Aufstände im Land wurden zwischen 1895 und 1932 von der britischen Kolonialmacht niedergeschlagen. Die größte Rebellion, der Saya-San-Aufstand, entbrannte 1930 und konnte erst zwei Jahre später mit der anschließenden Hinrichtung Saya Sans zerschlagen werden. Nach dem Aufstand wurde die britische Herrschaft nicht mehr herausgefordert. 1937 wurde Burma offiziell von Britisch-Indien abgetrennt. Eine neue Verfassung und der Status als Kronkolonie sollten den Burmesen größere Mitwirkungsmöglichkeiten an der Verwaltung ihres Landes geben.
Gleichzeitig mit der Trennung von Britisch-Indien wuchsen in Burma jedoch auch die nationalistischen Aktivitäten, vor allem unter der studentischen Dobama-Asiayone-Bewegung („Wir-Burmesen-Vereinigung“; informell Thakins genannt). Die Bewegung stand seit 1940 mit den Japanern in intensivem Kontakt. Ende 1941 wurde unter japanischem Schutz eine 1.000 Mann starke Truppe aus Exilburmesen in Bangkok aufgestellt. Sie diente als Kaderschmiede für die spätere Erweiterung der burmesischen Kollaborationsstreitkräfte. 1941 versuchte der nationalistische Premierminister Burmas U Saw in Gesprächen mit Winston Churchill und Franklin D. Roosevelt die burmesische Unabhängigkeit zu erreichen. Nachdem ihm von beiden Seiten eine Absage erteilt worden war, versuchte U Saw Kontakt mit den Japanern aufzunehmen, um sich auf die Unabhängigkeit des Landes nach einer japanischen Invasion zu einigen. Er wurde jedoch vom britischen Geheimdienst abgehört und verhaftet.

### Militärische Lage des Commonwealth
Ende der 1930er Jahre wurde die britische Streitmacht in Burma, die bisher Teil der Indien-Armee gewesen war, in einer einzigen Einheit, der Burma-Armee, die aus britischen und indischen Soldaten bestand, zusammengefasst. Der Ausbruch des Zweiten Weltkriegs 1939 wurde von burmesischen Nationalisten als Gelegenheit gesehen, Zugeständnisse von der britischen Kolonialmacht im Gegenzug für die Unterstützung der Kriegsbemühungen zu erzwingen. Andere, darunter die antikolonialistische Thakin-Bewegung unter Kodaw Hmaing, lehnten jegliche Unterstützung für den Krieg ab, und die Thakins warteten bereits auf eine bevorstehende japanische Invasion, welche Burma von der britischen Herrschaft befreien sollte. Nach der Besetzung Frankreichs durch die deutschen Truppen im Jahr 1940 versuchte der britische Generalgouverneur Archibald Cochrane, mehr Waffen und Munition, Artilleriegeschütze, Panzer und Flugzeuge für die Burma-Armee zu beschaffen, da er der Meinung war, sie würde im Falle einer japanischen Invasion den feindlichen Truppen nicht standhalten können. Die Lieferungen aus dem Vereinigten Königreich verringerten sich jedoch zusehends, da alle produzierten Waffen zur Verteidigung gegen die erwartete deutsche Invasion der britischen Inseln benötigt wurden. Gouverneur Cochrane konnte deswegen nur auf das Material der Indien-Armee zurückgreifen.

### Truppenstärke des Commonwealth
Ende 1941 bestand die Burma-Armee nur aus einer Infanterie-Division mit drei Brigaden:
- 1. Burmesische Infanteriedivision
  - 1. Burmesische Infanteriebrigade
  - 2. Burmesische Infanteriebrigade
  - 13. Indische Infanteriebrigade

Das Divisionshauptquartier war in Toungoo stationiert, ihre Brigaden auf den Süden Burmas und den Shan-Staat verteilt. Kommandeur der Division war Major-General James Bruce Scott.
Die japanische Invasion Thailands im Dezember 1941 (die schließlich zur Unterzeichnung eines geheimen Bündnisvertrags zwischen Japan und Thailand führte) verschärfte die militärische Lage in Burma deutlich. Nunmehr war die gesamte Ostgrenze des Landes von einer Invasion bedroht.
Im Januar 1942, kurz vor der japanischen Invasion, wurde eine zweite Infanteriedivision, die 17. Indische, aus Indien nach Burma verlegt. Diese war im Sommer 1941 aufgestellt worden und war ursprünglich für den Einsatz im Irak vorgesehen. Aufgrund der Japanischen Invasion der Malayas wurde die 17. Division noch vor ihrer Abreise gespalten: zwei Brigaden wurden nach Malaya verschifft, die dritte blieb zur Verteidigung des Landes in Burma. Sie wurde in Moulmein stationiert und übernahm den Befehl über alle Truppen in Südburma. Ihr Kommandeur war Major General John Smyth.
Die Verbände, die Anfang 1942 in Burma stationiert waren, bestanden aus rund 50.000 Soldaten, darunter 4.621 Offizieren. Rund 30.000 Soldaten waren indischer (meistens Sikhs und Gurkhas) oder burmesischer Herkunft. Die restlichen Soldaten und beinahe das gesamte Offizierskorps waren, wie damals üblich, Briten. Bis auf die britischen Einheiten waren die restlichen Truppen allerdings unzureichend ausgebildet und bewaffnet.
Im November 1941 standen der Royal Air Force in Burma an modernen Jagdflugzeugen nur 69 P-40 Warhawks, 28 Hawker Hurricanes und etwa 30 Brewster Buffalos zur Verfügung. Nicht alle Maschinen waren einsatzfähig und viele waren den japanischen Flugzeugen unterlegen. Nach ersten japanischen Luftangriffen auf Rangun und andere Städte wurden weitere Hurricanes und eine Staffel Bomber vom Typ Bristol Blenheim aus dem Nahen Osten nach Burma verlegt. Die in der No. 221 Group zusammengefassten Einheiten der RAF standen unter dem Befehl von Air Vice Marshal Donald F. Stevenson. Zusätzlich war eine Staffel der American Volunteer Group von Rangun aus im Einsatz.
Großbritannien und, im Rahmen des Lend-Lease-Act, auch die USA stellten Gouverneur Cochrane in Aussicht, bis März 1942 für eine adäquate Aufrüstung zu sorgen, und die ersten Lieferungen aus Indien kamen Anfang Januar an.
Burma gehörte seit Januar 1942 zum Verteidigungsbereich des ABDACOM unter Leitung des vormaligen britischen Oberbefehlshabers in Indien, Archibald Wavell. Wavell setzte seinen bisherigen Stabschef in Indien, Lieutenant-General Thomas Hutton, als Oberbefehlshaber in Burma ein, dessen Hauptquartier Rangun war.

### Chinese Expeditionary Force in Burma
Zu den britischen Truppen, die sich 1941 im Land befanden, kamen im Februar und im März 1942 die von Chiang Kai-shek gesandten chinesischen Truppen der Chinese Expeditionary Force in Burma. Diese Streitmacht sollte den Briten helfen, Burma gegen eine Invasion zu verteidigen, um die Nachschub- und Versorgungsroute Chinas von Nordburma nach Chongqing aufrechtzuerhalten. Die Soldaten, die im Frühjahr 1942 nach Burma kamen, wurden im Laufe des Feldzuges durch zwei weitere nationalchinesische Armeen verstärkt. Die Chinese Expeditionary Force stand bis Anfang März 1942 noch unter dem Oberbefehl von Chiang Kai-shek, danach unter dem amerikanischen Militärabgesandten General Joseph Stilwell.

## Japanische Vorbereitungen

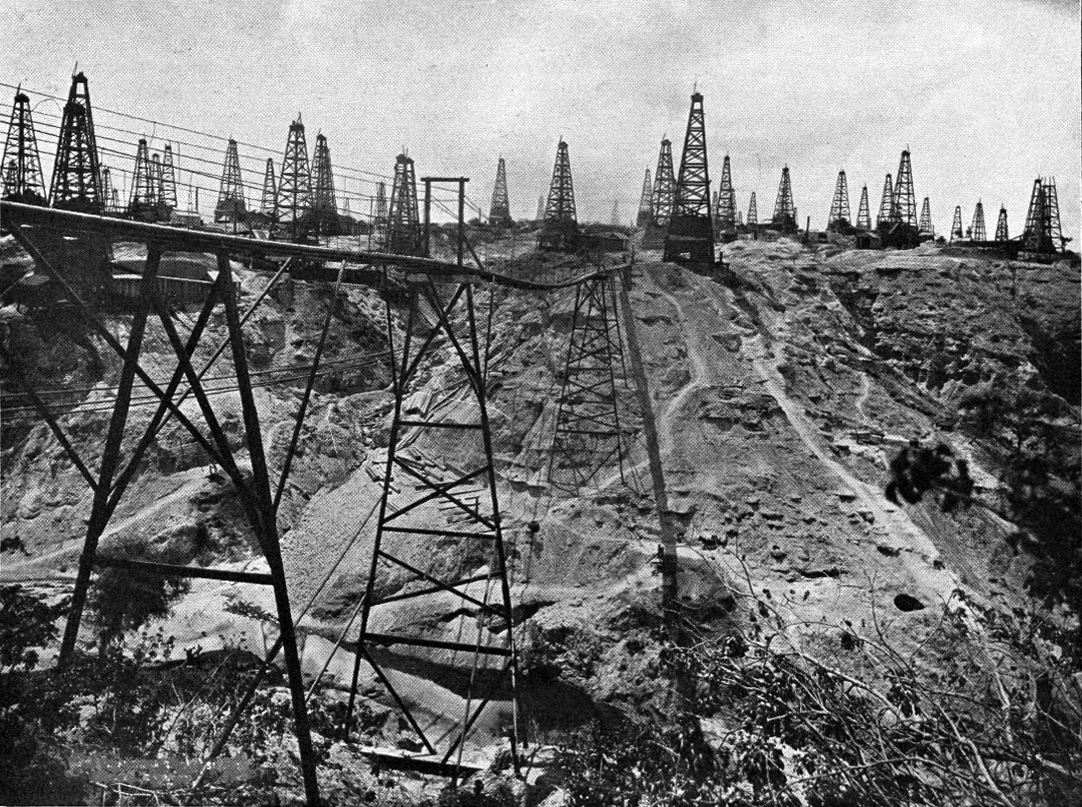
Ölquellen nahe Yenangyaung, 1910

Bereits vor dem Angriff auf Pearl Harbor und dem Ausbruch des Krieges wurden im Kaiserlichen Heeresministerium in Tokyo Pläne zur Invasion und Eroberung Südostasiens formuliert. Der Kaiserliche Generalstab setzte bereits im Februar 1941 den endgültigen Eroberungsplan fest. Die Philippinen, mehrere amerikanische Stützpunkte im Pazifik wie Wake Island und die Marianen, Niederländisch-Indien, Britisch-Malaya, Singapur, Britisch-Borneo und Burma sollten wenige Tage nach der Kriegserklärung angegriffen werden. Burma besaß zahlreiche Erdölquellen um die Stadt Yenangyaung. Sie stellten eine wichtige Ressource für die japanische Kriegsindustrie dar. Zudem produzierte Burma Leinen, Kautschuk und große Mengen Reis.
Da Burma direkt an Französisch-Indochina und Thailand, von japanischen Truppen 1940 besetzt, grenzt, lagen die britischen Stützpunkte in Burma im direkten Bereich der japanischen Streitkräfte. Der Angriff auf Burma musste möglichst schnell nach der Kriegserklärung erfolgen, bevor die Briten selbst einen Angriff gegen Indochina starten konnten. Zudem war es entscheidend, die feindlichen Truppen in Burma von der britischen Festung Singapur abzuschneiden, um die Nachschub- und Versorgungslinien der Verteidiger von Singapur zu unterbinden. Daher war die Invasion Burmas kurz nach der Kriegseröffnung eine unabdingbare Folge.

### Angriffsplan
Der japanische Generalstab hatte bereits im Oktober 1941 einen detaillierten Operationsplan ausgearbeitet.
Dieser sah folgendes vor:
- Zunächst sollten die britischen Verbände im Süden angegriffen werden. Sie sollten durch eine Zangenbewegung von den restlichen Soldaten im Norden abgeschnitten werden. Danach sollte Rangun eingenommen werden.[1]
- Nach der Einnahme Ranguns sollten die restlichen britischen Truppen durch eine Reihe koordinierter Angriffe und Luftattacken in die Defensive gezwungen und durch einen weiteren Vorstoß zerstreut werden. Danach sollten die wichtigsten Städte des Nordens, wie Mandalay und Sagaing, eingenommen werden.
- Schließlich sollten die fliehenden Briten verfolgt und nahe der indischen Grenze vollends zerschlagen werden.

Der Plan wurde von Kriegsminister Tojo und Kaiser Hirohito gutgeheißen. Um die Kommunikation mit Singapur zu unterbrechen, sollte auch das Grenzgebiet zwischen Burma und Malaya von japanischen Truppen eingenommen werden. Gleichzeitig mit dem japanischen Vormarsch sollten schwere Bombenangriffe auf Rangun, Mandalay und die wichtige Burmastraße erfolgen.

### Vorgesehene Truppen
Für die Eroberung Burmas war die 15. Armee vorgesehen, die zu Beginn der Invasion aus der 33. und 55. Infanteriedivision bestand, zusammen etwa 31.000 Mann. Im März 1942 stießen noch die 18. und 56. Division dazu, die die Stärke auf rund 80.000 Mann brachte. Die 15. Armee stand unter dem Befehl von Generalleutnant Iida Shōjirō. Es handelte sich um gut ausgebildete Soldaten, überwiegend Veteranen, die man zumeist aus China und Mandschukuo nach Thailand verlegt hatte. Die meisten Soldaten waren jedoch nur mit relativ einfachen Arisaka Typ 99 Gewehren ausgerüstet, und die Zahl an Artilleriegeschützen und Maschinengewehren war besonders gering. Auch traten Versorgungsprobleme auf, da nur wenige Lastwagen und motorisierte Einheiten vorhanden waren. Es fehlte an Fernmeldegerät, Panzern, Telefonen, großkalibriger Munition und anderen Gütern, und wegen der Knappheit an Funkgeräten war die Verbindung unter den einzelnen Verbänden sehr störungsanfällig.
Zudem kämpfte auf Seiten der japanischen Invasoren in Burma auch die Thailändische Nordwestarmee. Deren Truppen wurden von den Japanern mit Waffen und Munition, Transportmitteln und Artillerie versorgt.

## Verlauf
Die japanische Invasion Burmas kann gemäß dem japanischen Angriffsplan in zwei unterschiedliche Phasen unterteilt werden.
Die erste Phase beinhaltete die erste japanische Offensive. Die japanischen Truppen konnten dadurch den gesamten Süden Burmas (Tenasserim) erobern und mehrere wichtige Städte, wie etwa Moulmein und Kawkareik, sichern. Sie besiegten die britischen und indischen Truppen im Gefecht beim Fluss Bilin und in einem weiteren Gefecht an der Brücke des Sittang, konnten sie jedoch nicht einkesseln und vollkommen vernichten. Am 7. März 1942 wurde Rangun durch die Japaner eingenommen. In der zweiten Phase zogen sich die britischen Truppen in den Norden Burmas zurück und wurden durch die ihnen nachfolgenden japanischen Truppen nach mehreren Gefechten endgültig aus dem Land vertrieben.

### Erste Phase

#### Vormarsch auf Rangun

##### Einmarsch japanischer Truppen

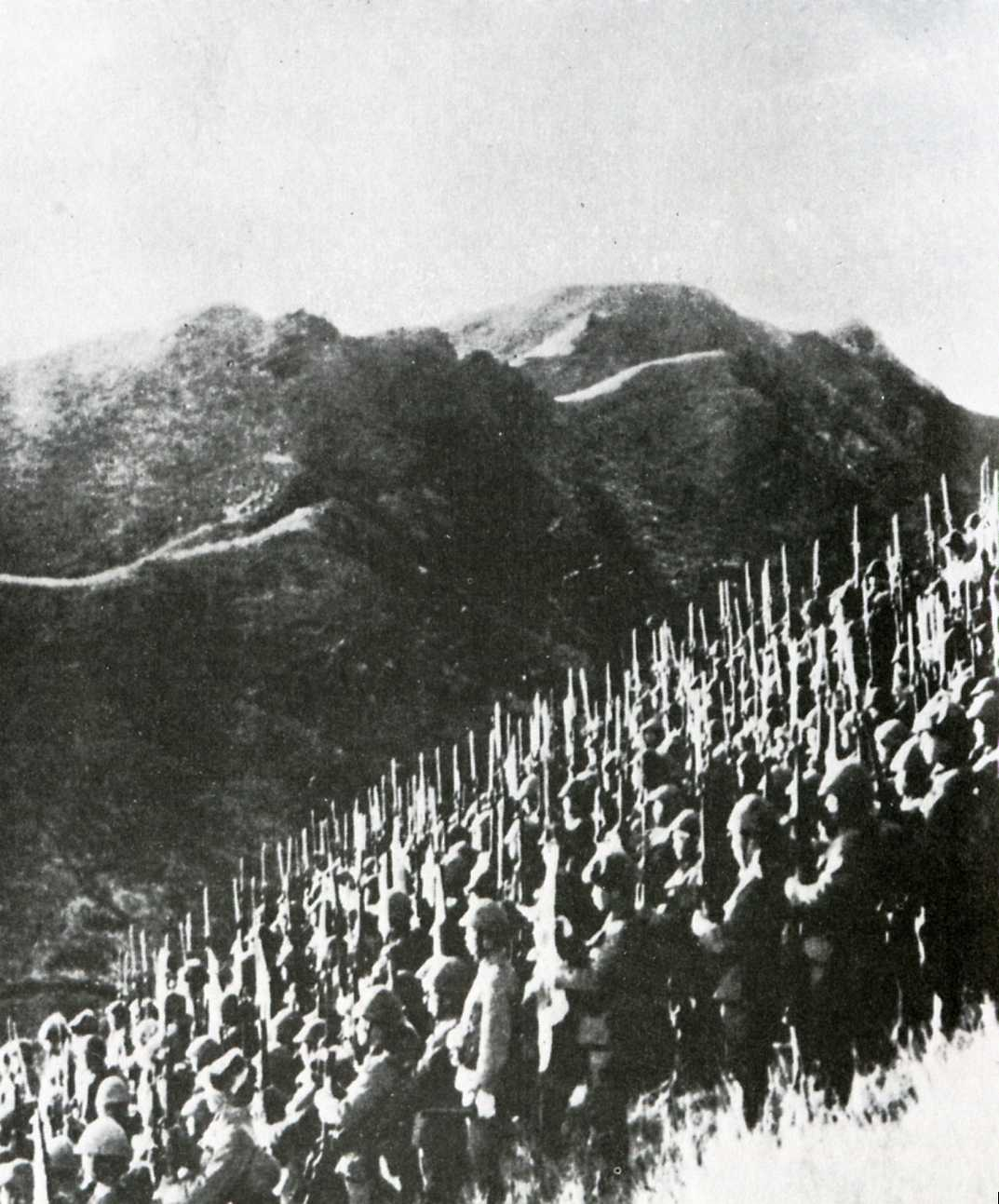
Truppen der 15. japanischen Armee an der burmesischen Grenze, kurz vor der Invasion, Januar 1942

Die 33. Division begann ihren Angriff am 16. Januar um 19:00 Uhr mit einer Attacke auf den linken Flügel der britischen Verteidigungslinie. Der britische Befehlshaber in der Gegend, General James Bruce Scott, wurde vom japanischen Vormarsch überrascht; seine Truppen konnten dem Angriff nicht lange standhalten und traten noch in der Nacht in völliger Unordnung den Rückzug an. Die 33. Division ging daraufhin zur Verfolgung über, um die Briten an den wenigen Übergängen des Salween zu stellen und einzukesseln. Es gelang Scott erst am folgenden Tag seine Truppen zu sammeln und einen Gegenangriff zu organisieren, der jedoch scheiterte. Scott entschloss sich daraufhin endgültig zum Rückzug und räumte mit seinen beiden angeschlagenen Divisionen vollends das Gebiet. Am 19. Januar erreichten die Briten eine der wenigen Brücken über den Salween und zogen sich auf die andere Flussseite zurück. Damit war den Japanern der Durchbruch durch den linken Flügel der Briten geglückt.
Die 55. Division startete ihren Angriff gegen den rechten britischen Flügel, der von der 17. Division gehalten wurde, am Morgen des 19. Januars. Dabei stieß sie zunächst auf erbitterten Widerstand und erlitt zum Teil schwere Verluste. Erst nach den taktischen Erfolgen der 33. Division am Abend desselben Tages gelang es auch diesen Truppen, die britische Front aufzubrechen und mit einem Bataillon Victoria Point zu erobern. In den nächsten Tagen wurde durch japanische Pioniere und chinesische Zwangsarbeiter auf Victoria Point das erste japanische Flugfeld auf burmesischem Boden errichtet. Die wichtige Stadt Tavoy fiel in der Nacht des 19. Mit der Einnahme Tavoys schnitten die Japaner den Briten alle Rückzugswege ab, so dass ein Entkommen über Land nicht mehr möglich war. Unter den Soldaten der 17. Division brach nun Panik aus, und sie erhielten am folgenden Tag den Befehl, sich über See in Sicherheit zu bringen. 4700 Soldaten entkamen bis zum 23. Januar auf mehreren Transportschiffen nach Rangun.
Auf britischer Seite herrschte in diesen Tagen größte Verwirrung. Die ersten japanischen Luftangriffe gegen Victoria Point und die Städte Mergui und Moulmein hatten die Telefonverbindungen unterbrochen. Die einzige Informationsquelle waren die operationsfähigen Flugzeuge der beiden RAF-Aufklärungsgeschwader in Rangun. Nach den schweren Niederlagen seiner Truppen ersuchte General Hutton, Befehlshaber der britischen Streitkräfte in Südburma, beim Generalstab in Rangun um die Erlaubnis, zu einer flexiblen Kriegsführung übergehen zu dürfen. Er erwog sogar einen kompletten Rückzug in der Gegend von Moulmein. Dieses Ansinnen wurde ihm jedoch verweigert; Hutton wurde angewiesen, jeden Meter Boden südlich des Salween zu verteidigen.

##### Japanischer Vormarsch auf Rangun

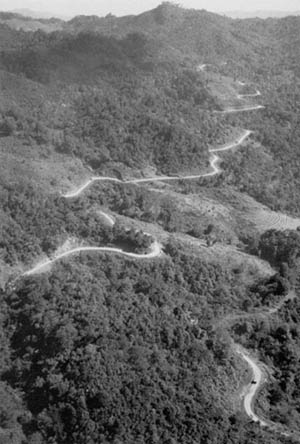
Die Burma-Straße, die wichtigste militärische Verkehrsarterie zwischen Burma und Südchina.

Nach dem Rückzug der Briten aus Victoria Point und Mergui beschloss der britische Generalstab in Rangun, eine neue Verteidigungslinie (Main Line of Resistance) in der Gegend Moulmein-Kawkareik zu errichten. General Hutton wurde die Aufgabe übertragen, diese Linie mit seinen Truppen auf alle Fälle zu halten. Dies setzte ihn in einen Konflikt mit seinem Stabschef Smyth, der der Ansicht war, man solle sich weiter bis an den Sittang-Fluss zurückziehen, um dort in Ruhe die Kräfte für einen späteren Gegenangriff zu sammeln und zu reorganisieren. In diesem Konflikt setzte sich Hutton, gestützt durch den englischen Generalstab, mit seiner kompromisslosen Haltung durch. Die britischen Truppen zogen sich nun aus Südburma zur neuen Verteidigungslinie zurück. Dabei kam es unter den sich zurückziehenden Einheiten durch die ununterbrochenen Bombenangriffe der japanischen Luftwaffe zu erheblichen Opfern.
Die 16. Indische Brigade, die bereits in Kawkareik stationiert war, wurde am 22. Februar von den Japanern angegriffen und aus dem Ort verdrängt. Ihr Rückzug gestaltete sich chaotisch und konnte von den befehlshabenden Offiziere nicht mehr aufgehalten werden. Alle weiteren japanischen Angriffe scheiterten dagegen zunächst an dem heftigen Widerstand der Briten.
Trotz der verzweifelten Verteidigung durch General Huttons Soldaten fiel schließlich auch Moulmein am 30. Januar. Etwa 11.000 britische Soldaten konnten die Stadt auf Frachtschiffen verlassen, doch 4.000 weitere Soldaten wurden getötet oder gerieten in Kriegsgefangenschaft.

##### Schlacht am Fluss Bilin
Durch die Eroberung Moulmeins und Kawkareiks brach die britische Verteidigungslinie endgültig zusammen. General Hutton befahl seinen Truppen, den Salween zu überqueren und den Rückzug bis zum Fluss Bilin anzutreten. Die indischen Soldaten, die die Stellung am Bilin-Fluss gegen die Soldaten der 33. Division, die über eine Pontonbrücke den Fluss überquert hatten, halten sollten, konnten der Übermacht der Japaner nicht lange standhalten. Nach dreitägigen Kämpfen musste die Position schließlich aufgegeben werden. Die Reste von Huttons Truppen zogen sich daraufhin in völliger Auflösung zum Sittang zurück. Durch die langen Kämpfe gab es jedoch auch auf japanischer Seite Anzeichen der Erschöpfung, und die 33. Division musste durch die 55. abgelöst werden. Der Vormarsch auf Rangun konnte aufgrund dieser Verzögerungen nicht wie geplant fortgesetzt werden. Hinzu kamen weitere Schwierigkeiten. Der dichte Dschungel und starke Regenfälle behinderten ein schnelles Vorankommen; auch war eine geordnete und regelmäßige Versorgung der japanischen Truppen bald nicht mehr möglich. Damit kam der japanische Vormarsch auf Rangun zunächst zum Erliegen.

##### Schlacht an der Sittang-Brücke
Nach der Schlacht am Bilin hatte Hutton Smyth die Erlaubnis erteilt, sich über den Sittang zurückzuziehen und die erschöpften Truppen der 17. indischen Division begannen einen Gewaltmarsch, um die letzte intakte Brücke schnellstmöglich zu erreichen. Die fast 800 Meter lange stählerne Eisenbahnbrücke über den Sittang wurde von Pionieren auf die Überquerung durch Militärfahrzeuge vorbereitet und vorsorglich mit Sprengladungen versehen.
Zwei japanischen Regimentern gelang es jedoch am folgenden Tag schnell vorzurücken. Damit drohten sie, die Brücke früher zu erreichen als die britischen Truppen und diesen den Weg abzuschneiden. Die Briten litten zudem unter starkem Wassermangel und wurden durch feindliche sowie irrtümlich auch durch eigene Flugzeuge bombardiert, was zum Ausfall zahlreicher Fahrzeuge führte. Am 21. Februar geriet sogar das britische Hauptquartier General Smyths bei dem Dorf Kyaikto unter Beschuss. Doch die indische 48. Brigade konnte am selben Tag die Brücke erreichen und begann sie zu überqueren. Da Smyth eine Intervention japanischer Luftlandetruppen befürchtete, beorderte er ein Gurkha-Regiment zur Westseite der Brücke, um diese gegen Angriffe zu schützen. Mittlerweile hatten die Japaner den östlichen Bereich vor der Brücke erreicht und begannen mit einem heftigen Beschuss, dem etliche indische Sanitäter am Brückenende zum Opfer fielen. Die Brücke selbst wurde nicht getroffen.
General Smyth stand nun vor einer schweren Entscheidung. Ordnete er die Sprengung der Brücke an, könnten zwei seiner Brigaden, die noch in Rückzugsgefechte entlang der Straße verwickelt waren, diese nicht mehr überqueren. Im anderen Fall drohte die Brücke in die Hände der Japaner zu fallen, die damit freie Bahn nach Rangun hätten. Der Kampf wurde immer unübersichtlicher. Die einzelnen Soldaten versuchten jetzt auf eigene Faust zur Brücke durchzukommen. In den britischen Reihen herrschte nun Chaos. Nachdem eine Verteidigung der Brücke unmöglich erschienen war, gab General Smyth in dem Glauben, eine zweite Brigade sei mittlerweile sicher über den Fluss gelangt, am 23. Februar um 5:30 Uhr den Befehl zur Sprengung. Die Ladungen detonierten kurz darauf und brachten die Struktur zum Einsturz. Den zurückgebliebenen Soldaten blieb, nachdem auch sämtliche zur Überquerung geeigneten Boote vorsichtshalber zerstört worden waren, nichts anderes übrig als den Sittang schwimmend oder auf selbstgebauten Flößen zu überqueren, was nur einigen gelang. Einzelne Briten wurden erschossen oder gerieten in Kriegsgefangenschaft. Smyth wurde nach diesem „Desaster“ durch Brigadier David „Punch“ Cowan als Divisionskommandeur abgelöst.
Nach der Schlacht bestand die 17. Infanteriedivision nur noch aus 3.484 Soldaten, etwa 40 % ihrer ursprünglichen Stärke. Zwar hätten die japanischen Truppen die feindliche Division vernichten können, doch war ihnen ein schneller Vormarsch auf Rangun wichtiger. Die gesprengte Brücke konnte von den japanischen Pionieren innerhalb von nur sechs Stunden wieder instand gesetzt werden, wodurch die Japaner den Sittang kurz innerhalb weniger Tage in voller Stärke überqueren konnten. Bei dem darauffolgenden Vormarsch in Richtung Rangun trugen die japanischen Truppen etwa ein Drittel des von den britischen Soldaten am Sittang zurückgelassenen Materials mit sich.

#### Eroberung von Rangun

##### Schlacht um Pegu

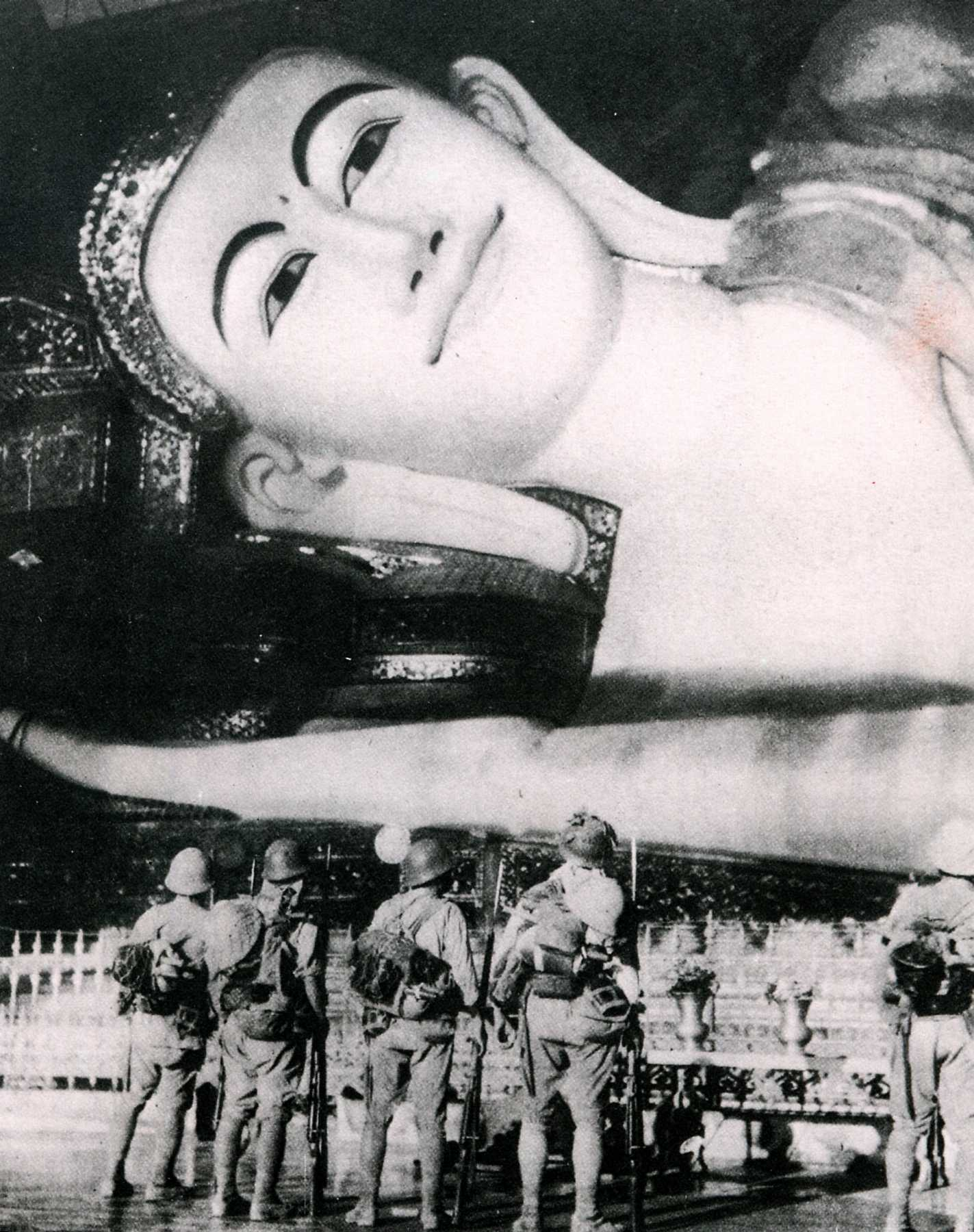
Japanische Truppen der 55. Division vor dem Shwethalyaung-Buddha bei Pegu, März 1942

Unterdessen hatte General Wavell das ABDACOM verlassen und war auf seinen Posten als Oberbefehlshaber in Indien zurückgekehrt. General Harold Alexander hatte Huttons Posten übernommen und Smyth war durch Cowan ersetzt worden. Zwei frische Brigaden, die 63. indische und die britische 7. Panzerbrigade, waren in Rangun gelandet. Alexander hatte sich angesichts der japanischen Übermacht entschieden, Rangun nicht zu verteidigen, doch er wollte den Japanern zumindest eine starke Verteidigungsbereitschaft durch einen gesicherten und nur unter Widerstand stattfindenden Rückzug zeigen.
Am Nachmittag des 2. März konnten alle noch kampffähigen Truppen, die durch M3 Stuart Panzer der 7. Panzerbrigade (Brigadier John H. Astice) und Truppen der 63. Infanteriebrigade verstärkt worden waren, ihre Positionen in der neuen Main Line of Resistance vor Rangun einnehmen. Mehrere indische Verbände, die bereits von japanischen Truppen, die durch Typ 95 Ha-Gō Panzer unterstützt wurden, angegriffen wurden, konnten ihre Stellungen jedoch nicht besetzen. Dadurch gelang den Japanern zunächst ein Durchbruch; britische Infanterie- und Panzerverbände versuchten nun, die japanischen Truppen bei Pegu aufzureiben. Feuergefechte entbrannten, wobei die Sicht und die Funkverbindungen schlecht waren. Die Schlacht verlief jedoch recht unübersichtlich: die britischen Truppen erhielten letztendlich den Befehl, sich durch Pegu nach Hlegu zurückzuziehen, um dort auf die anderen Einheiten der 7. Panzerbrigade zu treffen. Unterdessen war Pegu von den Japanern komplett zerstört worden, und die nachrückende britische Infanterie, die durch den Ort zog, geriet immer wieder unter Feuer isolierter japanischer Scharfschützen.
Das Hauptziel Alexanders, die Japaner im Glauben zu lassen, dass Rangun verteidigt werden würde, war jedoch erreicht. Am 6. März wurde die Evakuierung Ranguns angeordnet; Ziel der Briten war es, sich über die Straßenkreuzung bei Taukkyan in Richtung auf Prome, rund 300 Kilometer nördlich von Rangun, zurückzuziehen.

##### Eroberung der Hauptstadt
Nach diesem Gefecht wurde der Burma-Armee am 7. März die Evakuierung Ranguns befohlen. Die britischen Geschwader der RAF und die amerikanischen Flugzeuge der American Volunteer Group (Flying Tigers) waren in der vorherigen Wochen in heftige Luftkämpfe verwickelt worden, wodurch viele zerstört worden waren. Japanische Bomber hatten seit Anfang Februar erfolgreiche Luftangriffe gegen die Stadt geflogen und dabei viele Einrichtungen zerstört oder beschädigt. Vor allem die Hafenanlagen am Mündungsdelta des Irrawaddy waren durch die feindlichen Angriffe zerstört worden. General Alexander und General Wavell ordneten am 7. März, als bereits etwa 4.000 Soldaten die Stadt verlassen hatten, eine Verminung der wichtigsten militärischen Anlagen an. Etwa 400 alliierte Pioniere blieben in der Stadt zurück, um die Ladungen anzubringen. Bei allen zurückweichenden Soldaten der Burma-Armee wurde ab dem 7. März Fahnenflucht vor dem Feind unter Todesstrafe gestellt.
Am selben Tag begann der japanische Großangriff gegen Rangun mit der Bombardierung durch Sturzkampfbomber und Jagdflugzeuge. Auch massiver Beschuss aus Feldartillerie und kleineren Mörsern erfolgte. Um 9:00 Uhr wurde die breit angelegte Bodenoffensive eröffnet. Dabei gingen die motorisierten Einheiten der 55. Division sofort gegen die Innenstadt vor, während die Infanterie die umliegenden Hügel gegen leichten Widerstand sicherte. Am 8. März erreichten die ersten japanischen Panzer, begleitet durch Infanteristen und Motorräder die Docks am Ufer des Irrawaddy, und konnten die gesamte Innenstadt sichern. Gegen Nachmittag traf auch Iida in der Stadt ein, besetzte mit dem Stab einige Gebäude im Zentrum und etablierte dort sein Hauptquartier.

##### Japanische Verfolgungsoperationen
General Iida befahl danach mehreren Einheiten, die auf der einzigen noch passierbaren Straße in Richtung Prome marschierenden Feinde durch kleinere Angriffe zu schwächen. Mehrere Minen wurden auf der Straße angebracht und die Luftangriffe gegen die Briten nahmen im Laufe des 7. März zu. Die meisten der britischen Fahrzeuge wurden dadurch zerstört, wobei mehrere Hundert Mann umkamen. Am Abend des 6. März hatten die japanischen Truppen des 214. Infanterieregiments eine starke Straßensperre nördlich von Taukkyan aufgebaut. Nun konnte die gesamte Burma-Armee, die Rangun evakuierte, aufgehalten werden. Kleinere Gefechte am Morgen des 7. März in der Nähe der Sperre kosteten etwa hundert indischen Soldaten das Leben. Die japanischen Truppen konnten die Sperre bislang halten. General Iida hoffte, die gesamte feindliche Streitmacht durch den Vormarsch der 33. Division auf den Flanken der Straße so einzukesseln. Alexander hatte derweil jedoch verschiedene Angriffe befohlen, um der Einkesselung zu entgehen. Etwa 5500 Soldaten der 7. Panzerbrigade, des 7. Hussaren und des Regiments Gloucestershire wurden an die Front verlegt, um die Sperre durch einen Frontalangriff einzunehmen. Auch andere Reserven trafen dort ein. Als vor der Sperre schließlich etwa 6000 Soldaten und sechzehn Panzer versammelt waren, traten sie den ersten Angriff an. Die Panzer und etwa 400 Infanteristen griffen zuerst an, erlitten jedoch schwere Verluste und mussten nach wenigen Minuten Kampf zurückweichen. Die japanischen Truppen an der Sperre erlitten vermutlich keine Verluste. Erst nach einigen Stunden konnten die britischen Truppen erneut angreifen. Auch diese Truppen wurden zurückgeschlagen und erlitten schwere Verluste; einige Briten konnten mehrere feindliche Schützenlöcher einnehmen, ohne jedoch weiter vorgehen zu können. Am Abend des 7. März gingen zwei britische Kompanien gegen die feindlichen Stellungen an, doch auch dieser Angriff wurde zurückgeschlagen.
Am 8. März konnten die britischen Truppen weitere Angriffe gegen die feindliche Sperre führen. Die Panzer der 7. Panzerbrigade konnten wegen Betriebspannen, andauerndem Beschuss durch japanische Artillerie und feindliche Fliegerangriffe nicht zum Einsatz kommen, weshalb die alliierten Infanterietruppen des 1. Sikh-Infanterieregiments ohne jegliche Unterstützung durch die Kettenfahrzeuge angreifen mussten. Doch auch dieser britische Vormarsch konnte durch die japanischen Truppen aufgehalten werden, wobei die indischen Soldaten weitere Verluste erlitten. Wenig später erfolgte ein sehr kurzfristiger doch präziser Beschuss der Sperre durch die britischen Geschütze, wodurch mehrere Verteidiger ums Leben kamen und einige feindliche Verteidigungspositionen durch die erneut angreifenden Gurkhas und Sikhs eingenommen werden konnten.
Einige Stunden nach diesem erfolgreichen Vordringen der indischen Soldaten konnten auch weitere frische britische Truppen die Frontlinie erreichen. Ein letzter Angriff gegen die feindliche Sperre wurde von weiteren Einheiten der Sikhs durchgeführt, und letztendlich konnten die feindlichen Positionen um die Straße von Taukkyan gesichert werden. Die japanischen Truppen erhielten den Befehl zum Rückzug und flüchteten daraufhin in den Dschungel.

### Zweite Phase

#### Widerstand in Zentralburma

##### Britischer Marsch nach Prome

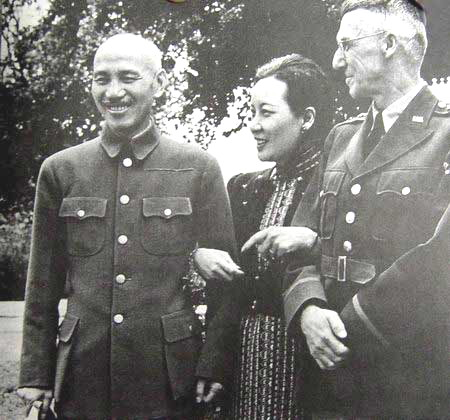
Treffen Chiang Kai-sheks mit General Stillwell in Maymyo, 9. April 1942, in der Mitte Madame Chiang

Der japanischen Führung waren die schwierigen Umstände der zerschlagenen britischen Truppen um Rangoon bewusst. Alexander hatte nach dem Durchbruch um Taukkyan beschlossen, mit seinen ermüdeten und demoralisierten Soldaten bis zur Stadt Prome zu marschieren, um dort Position zu beziehen und die Burma-Armee wieder zu sammeln. Die amerikanischen Douglas DC-3/C-47 konnten die Alliierten bei Prome mit Waffen, Munition, Nahrung und Treibstoff aus Indien versorgen, womit General Alexander seine Einheiten neu ausstatten und eventuell einen Gegenangriff starten konnte. Außerdem hatten die Flying Tigers ein Rollfeld nahe der Stadt, und gewährten somit den Briten ständige Luftaufklärung und Schutz gegen feindliche Angriffe.
Am 6. März hielt US-General Joseph Stilwell in Chongqing seine erste Konferenz mit Chiang Kai-shek, dem Generalissimus der chinesischen Streitkräfte. Die USA hatten zuvor beschlossen, ihre Aktivitäten im asiatischen Raum unter einem Befehlshaber zusammenzufassen und den früheren Militärattaché in Peking mit diesem Amt betraut. Chiang vertraute Stilwell praktisch sofort die Führung der nach Burma entsandten chinesischen Truppen an. Ein solches Arrangement war für ihn deutlich annehmbarer, als chinesische Truppen unter einem britischen Oberbefehlshaber dienen zu lassen. Der amerikanische Stab Stilwells schlug sein Quartier in Maymyo auf.

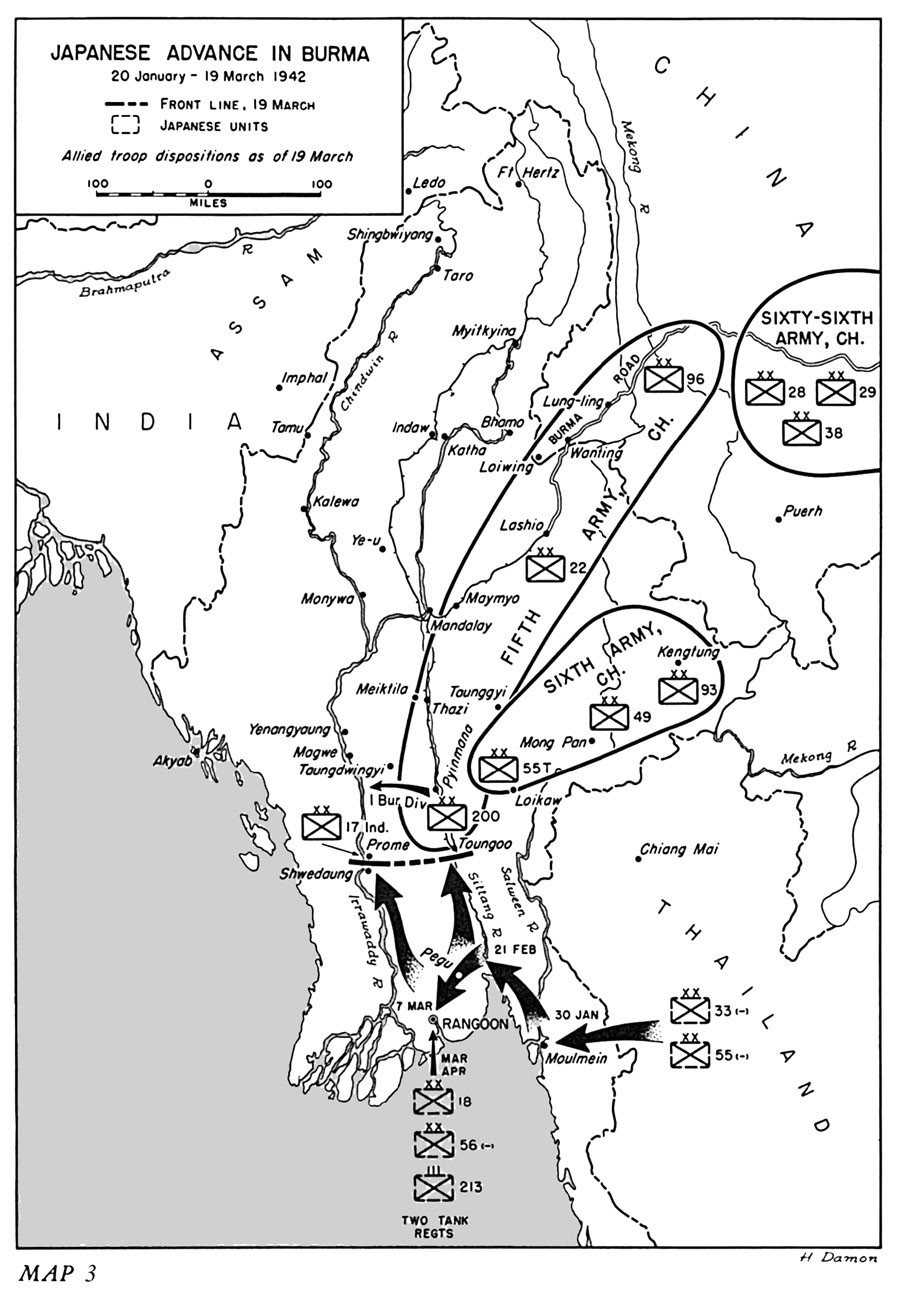
Japanischer Vormarsch in Burma bis zum 19. März

Um die Rechte der Alliierten in Prome vor Flankenangriffen zu schützen, bat Alexander General Stilwell, die Stadt Toungoo zu besetzen und sie zu befestigen. Am 8. März 1942 marschierte die 200. chinesische Division in Toungoo ein und begann sofort mit den Befestigungsarbeiten. Um die Kampfkraft der 200. Division zu stärken und somit die rechte Flanke der Alliierten zu halten, wurden die Chinesen durch Hump-Flugzeuge in kürzester Zeit mit neuen Waffen, Pioniermaterial und Panzern ausgerüstet. Unter Heranziehung burmesischer Zivilisten wurde der Aufbau einer befestigten Verteidigungslinie betrieben, und die 200. Division stellte mobile Reserven auf. Mehrere chinesische und britische Ingenieure verbesserten inzwischen den Zustand der Versorgungsstraße nach Mandalay und der Bahnstrecke, die durch japanische Luftangriffe schwer beschädigt worden war.
Die sechs Regimenter der 200. Division unter General Dai Anlan verteidigten einen Abschnitt von 40 km rund um die Stadt, wobei sie auch die Eisenbahnlinie und die Straße nach Mandalay halten sollten. Jede Einheit hatte nur 600 Mann in erster Linie und weitere 900 in Reserve, wodurch die Frontlinie rund um Toungoo viel zu dünn besetzt war. Im Falle eines feindlichen Angriffes, den jeder erwartete, erschien deswegen ein Halten dieses Perimeters fast unmöglich.
Inzwischen hatten auch die Briten beschlossen, ihre Einheiten in Burma mit einem Korps-Hauptquartier auszustatten. Am 16. März traf General William Slim auf dem Flugplatz in Magwe ein, um den Befehl über das neugebildete Burma Corps zu übernehmen. In diesem wurden die indische 17. Division, die burmesische 1. Division und die britische 7. Panzerbrigade zusammengefasst. Slim übernahm den Befehl über das Korps am 19. März in Allanmyo. Dem neuen Arrangement zufolge war Slim für die Verteidigung des Irrawaddy-Tals zuständig, während die Chinesen unter Stilwell das Tal des Sittang verteidigen sollten.

##### Japanische Operationen entlang der Bago-Toungoo Straße
Am 7. März konnten Truppen der 33. Division auf der Straße Bago-Toungoo vorstoßen, wobei sie keinerlei Widerstand vorfanden. Am folgenden Tag fiel der erste Regen, der die Wege schnell verschlammen ließ und den japanischen Vormarsch aufhielt. Im Hauptquartier der 15. Armee bei Rangun verzeichnete man schon am 9. März: „Ein schnelles Bewegen der motorisierten Einheiten abseits der Hauptstraßen ist wegen grundloser und schlechter Wege infolge des schlechten Wetters nicht möglich.“
Ab Mitte März kam die 33. Division nur wenige Kilometer in der Stunde voran, während die Verbände der 55. Division, die Richtung Prome marschierte, festlagen.
Am 17. März erreichte die 33. Division die Umgebung von Toungoo und wurde sofort in kleinere Gefechte mit chinesischen Truppen verwickelt. Am Morgen des 18. März eröffneten chinesische Einheiten erstmals das Feuer gegen japanische Späher nahe dem Ort Tachiao. Nach einigen Stunden griffen drei chinesische Panzerspähwagen ins Gefecht ein und vertrieben die japanischen Soldaten, die jedoch am selben Abend wieder angriffen. Die nationalrevolutionären Truppen setzen sich ab und zogen sich am selben Abend in die Ortschaft Tachiao zurück.
Die japanischen Truppen marschierten am nächsten Morgen in Tachiao ein. Nachdem sie die Ortschaft eingenommen hatten, konnten die japanischen Einheiten im Schutz der motorisierten Truppen an der Spitze weiter in Richtung Toungoo marschieren. Der Ort Pyu wurde ebenfalls eingenommen. Die Japaner richteten in Pyu ein Lazarett sowie einen Versorgungsposten ein und verstärkten die Truppen, die sich bereits auf dem Weg nach Toungoo befanden, durch weitere Einheiten.

##### Schlacht um Oktwin

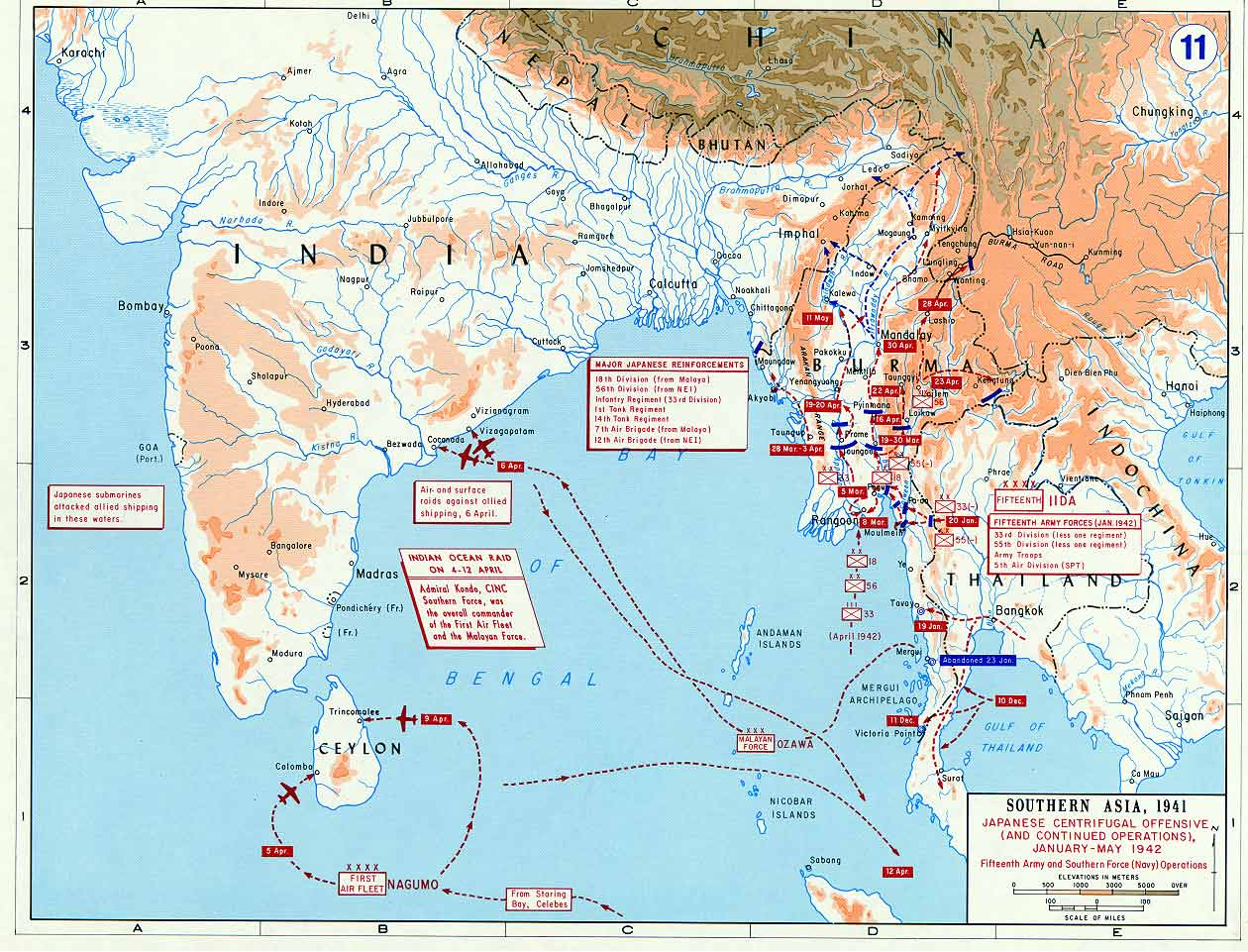
Karte japanischer Operationen auf dem südasiatischen Kriegsschauplatz sowie alliierter Rückzugsbewegungen von Januar bis Mai 1942.

Die chinesischen Einheiten nahe Oktwin, wenige Kilometer vor der befestigten Stadt Toungoo, wurden am Morgen des 20. März angegriffen und fast sofort überrollt. Die japanischen Soldaten stießen nach dem kleineren Gefecht gegen die feindlichen Positionen um Oktwin vor, und nach wenigen Stunden Feuerwechsel starteten sie einen Banzaiangriff. Damit durchbrachen sie die chinesischen Linien und konnten wenig später auch die letzte Verteidigungslinie um Oktwin eindrücken. Bis zum Mittag des 23. März nahmen die japanischen Truppen schließlich die Ortschaft ein und trieben die chinesischen Truppen in Richtung Toungoo vor sich her. Am selben Tag wurde das bereits stark angeschlagene 1. Bataillon des 600. chinesischen Regiments in den intensiven Gefechten nahezu vollständig vernichtet. Die Kämpfe hatten hohe Verluste gefordert, sowohl bei den Chinesen als auch bei den Japanern, doch trotz der Toten stießen die japanischen Truppen weiter in Richtung Toungoo vor.
Gegen Ende März gelang es den Japanern, die Einheiten der Royal Air Force durch fortgesetzte Luftangriffe auf deren Basen in Burma aus dem Land zu vertreiben. Obwohl einige britische Bomberstaffeln von Assam aus weiterhin in die Kämpfe eingriffen, war die Luftüberlegenheit der Japaner nun auch dank der nach dem Fall von Singapur erhaltenen Verstärkungen überwältigend.

##### Schlacht um Toungoo
Die japanischen Truppen waren durch die Ankunft der Truppen der 56. Infanteriedivision verstärkt worden, wodurch die 33. Division als Garnisonstruppe nach Rangun zurückkehrte. Die an der Front verbliebenen Truppen, die Einheiten der 55. und 56. Division, begannen am 24. März mit ihrem Angriff gegen die Stadt Toungoo. Nach zwei erfolglosen und verlustreichen Angriffen konnte die 56. Division am 28. März die chinesischen Linien eindrücken und schlug mehrere Lücken in die feindliche Verteidigung. Damit war die chinesische Kontrolle über die wichtige Brücke des Sittang, die für General Dai Anlans erschöpfte Truppen die einzige noch freie Rückzugsroute darstellte, gefährdet, und der 200. Division drohte die Gefahr, eingekesselt zu werden.
General Dai Anlan beschloss in einer Lagebesprechung zusammen mit mehreren hohen chinesischen Offizieren, einen Rückzug seiner Truppen noch zu verzögern, um die Position zu halten. Im Falle einer Evakuierung Toungoos würde die rechte Flanke der britischen Truppen in Prome zerschlagen werden, und General Alexanders Soldaten hätten die Stadt wieder verlassen müssen, trotz ihrer Erschöpfung. Dennoch mussten die chinesischen Truppen nach einem weiteren vergeblichen Versuch, Widerstand zu leisten, um den britischen Soldaten in Prome Zeit zum Ausruhen zu beschaffen, fast die gesamte Stadt evakuieren. General Dai Anlan befahl am 29. März schließlich einen Ausbruch, und die Chinesen konnten durch einen erfolgreichen Gegenangriff den Rückzug antreten. Die japanischen Soldaten wurden aus der Nähe der Brücke vertrieben, während die 200. Division den Fluss unter heftigem Beschuss überquerte. Die Brücke war durch die feindlichen Salven so sehr beschädigt worden, dass sie die chinesischen Lastkraftwagen und schweren Geschütze nicht zu tragen vermochte; deshalb wurden die schweren Gerätschaften und ein Großteil der Artilleriemunition in Toungoo zurückgelassen. Die britischen Truppen, deren rechte Flanke somit gefallen war, evakuierten am selben Tag die Stadt Prome und zogen sich ebenfalls nach Yenangyaung zurück.

#### Operationen um Yenangyaung

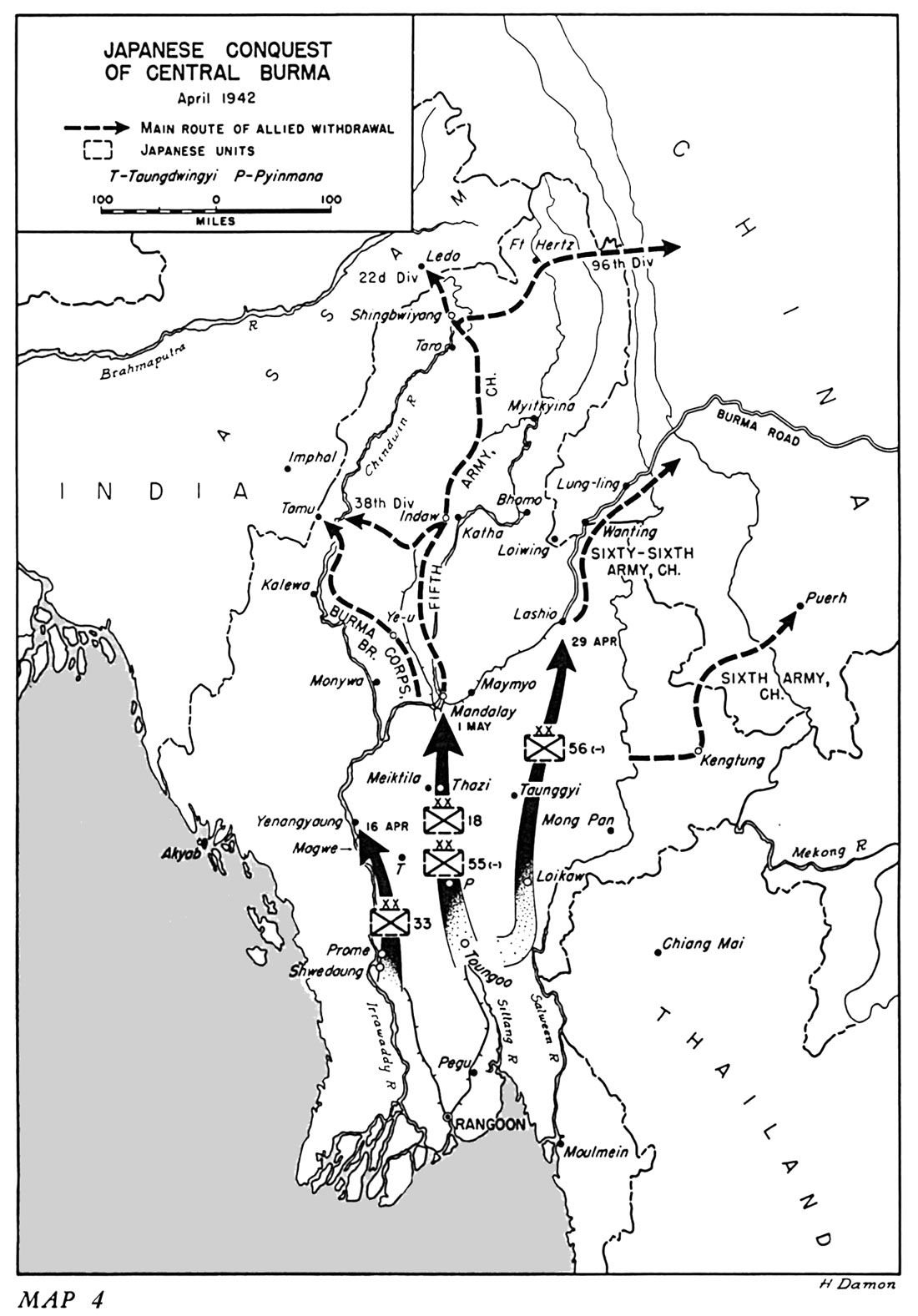
Die japanischen Operationen nach der Eroberung von Toungoo. Der schwarze Pfeil zur linken zeigt den japanischen Vormarsch in Richtung Yenangyaung, die anderen beiden Pfeile den Vormarsch in Richtung Mandalay und Lashio.

Die erschöpften britischen Truppen, die aus Rangun geflohen waren, hatten sich nach einem längeren Marsch nach Norden in Prome niedergelassen, wo erneut eine Verteidigungslinie gegen die verfolgenden japanischen Truppen eingerichtet worden war. Inzwischen hatte die Japaner Verstärkungen (Operation U) erhalten, die, von Singapur kommend, zwischen dem 25. März und dem 14. April in Rangun per Schiff eingetroffen waren. Alexander und Wavell hofften, die Stadt für einige Wochen zu halten, um so die Truppen unter ihrem Kommando zu reorganisieren. Doch die chinesische Niederlage in der Schlacht um Toungoo bewegte die beiden Kommandeure dazu, die Position in Prome aufzugeben, um in Richtung Yenangyaung weiterzumarschieren. Die 33. Division war nur wenige Kilometer hinter der britischen Nachhut und im Laufe des Rückzugs kam es zu einigen Schusswechseln. Erst am Nachmittag des 10. April konnten alle britischen Einheiten ihre Positionen bei Yenangyaung einnehmen.
Eine indische Brigade wich jedoch in dieser Nacht unter den japanischen Angriffen zurück. Der japanische Druck wurde nach einigen Stunden überall auf der Front so stark, dass auch weitere britische Einheiten zurückgedrängt wurden. Am 13. April war fast die gesamte linke Flanke der britischen Armee aufgerollt und die Japaner begannen einen heftigen Beschuss der Ölquellen, welche anfingen, unter starkem Rauch zu brennen. Die Kämpfe endeten bald in wildem Handgemenge oder Bajonettangriffen. Die japanische Artillerie leitete einen schweren Beschuss der britischen Verteidigungen ein und japanische Sturzkampfbomber griffen die britischen Autokolonnen und Truppenkonzentrationen hinter den Linien an. Bald versank die britische Operationszentrale in völligem Chaos. Einige Funker und Telefonisten gaben falsche Befehle durch, wodurch mehrere Einheiten irrtümlich zurückwichen oder gar angriffen und aufgerieben wurden.
Die brennenden Ölquellen behinderten die Sicht der britischen Soldaten und die japanischen Angriffe trieben an diesem Tag fast alle feindlichen Truppenteile zurück. Am 15. April beschloss General Slim, die noch intakten Ölquellen anzuzünden, um zu verhindern, dass sie in feindliche Hände fielen. Seine Truppen begannen einen langsamen Rückzug einzuleiten, der durch japanischen Artilleriebeschuss sehr erschwert wurde.
Bald wurden mehrere britische Einheiten von den Japanern angegriffen, mussten anhalten und wurden eingekesselt. Unter diesen Truppen befand sich auch General Slim und sein Stab. Alle Telefonverbindungen waren gekappt worden und die verschiedenen Einheiten konnten sich nur noch mit Läufern erreichen. Chinesische Einheiten unter General Sun Li-jen (38. Division) griffen in die Schlacht ein, während einige britische Infanterie- und Panzerverbände der nun fast vollends eingekesselten Burma-Armee versuchten, die eingebrochenen japanischen Truppen bei dem Dorf Thadodan zurückzudrängen.
Feuergefechte zwischen den Panzern und japanischen PaK-Batterien entbrannten, und nach einem weiteren kurzen Feuerwechsel der chinesischen Infanterie, die versuchte, die Ortschaft Magwe von den Japanern zu befreien, um einen Rückzugskorridor für Slims Truppen freizukämpfen, gelang es einigen britischen Panzer, eine Lücke in der rechten Flanke der japanischen Einheiten zu öffnen, während die Panzer und weitere britische Einheiten den Korridor sicherten. Zwei japanische Gegenangriffe wurden unter hohen feindlichen Verlusten zurückgeworfen. Obwohl die Schlacht recht unübersichtlich verlief, gelang es den eingekesselten Briten wenig später, durch den freien Korridor nach Nordosten abzuweichen und sich somit dem feindlichen Zangenangriff zu entziehen. Als die japanischen Truppen durch einen letzten, koordinierten Angriff die Lücke in der rechten Flanke schlossen und die letzten britischen Panzer vertrieben, blieben im Yenangyaung-Kessel nur zwei Bataillone indischer Infanterie und vier Bataillone burmesischer Truppen, die wenige Stunden später kapitulierten. Die britischen Truppen des Burma Corps, die den Kessel hatten verlassen können, zogen sich in größter Unordnung in Richtung Mandalay zurück. General Slim versuchte ohne Erfolg, seine Truppen zu sammeln und eine neue Verteidigungslinie nördlich von Yenangyaung einzurichten, doch seine Einheiten gehorchten den britischen Offizieren nicht mehr und so erteilte er am 19. April, eine Woche nachdem der japanische Angriff auf Yenangyaung begonnen hatte, den Befehl, sich endgültig nach Mandalay zurückzuziehen, um dort auf die anderen Einheiten der versprengten britischen Burma-Armee zu treffen.
Die Burma-Armee hatte ihr gesamtes schweres Gerät in der Schlacht zurücklassen müssen, mitsamt ihren Batterien von veralteten Ordnance QF-18-Pfündern und drei Stuart-Panzern, sowie mehreren Lastkraftwagen und einigen Panzerabwehrgeschützen und großen Mengen an Munition und Sprengstoff der Pionierabteilungen.

##### Rückzug nach Mandalay
Nach der Evakuierung des Kessels von Yenangyaung war die Burma-Armee und Slims Burma Corps durch japanische Luftangriffe und Artilleriebeschuss in kleinere Einheiten zersplittert. Einzig die 1. Division des Burma Corps konnte noch eine einheitliche Verteidigung gegen den vorrückenden Feind aufstellen, doch General Slim erhielt den Befehl, seine noch kampffähigen Truppen sofort in Richtung Mandalay abmarschieren zu lassen. General Slim protestierte, da er der Ansicht war, seine erschöpften und versprengten Einheiten seien nicht in der Lage, sich nach Mandalay zu begeben, doch General Alexander befahl ihm einen Gewaltmarsch anzutreten und am Abend des 21. Aprils setzte sich die Kolonne der 1. Division, die einzige noch einsatzfähige Formation in der Burma-Armee, in Richtung Mandalay in Bewegung. Japanische Luftangriffe zerstörten fast alle Lastkraftwagen und die britischen und indischen Einheiten wurden gezwungen, einen Fußmarsch anzutreten. Die japanische Artillerie der 33. Division, die in Yenangyaung in Stellung gegangen war, begann am selben Tag einen intensiven Beschuss der Marschroute der feindlichen Truppen, wobei die 1. Division schwere Verluste erlitt und schrecklich an dem Wasser-, Nahrungs- und Medikamentenmangel zu leiden hatte. Die japanische Artillerie beschoss die Straße nach Mandalay für zwei Tage, wobei auch Luftangriffe gegen die feindlichen Einheiten geflogen wurden: die 1. Division und die restlichen Truppen des Burma Corps erlitten enorme Verluste und wurden zum Teil auch von burmesischen Guerillakämpfern der Nationalen Burmesischen Armee angegriffen, obwohl diese Angriffe zu keinen schweren Verlusten führten. Jedoch desertierten mehrere burmesische Soldaten des Burma Corps nach den Kämpfen mit den Guerillas und kehrten zu ihren Dörfern zurück.
Nach zwei Tagen Beschuss stellten die japanischen Geschütze, die mittlerweile zusammen mit den Hauptverbänden der 33. Division bis wenige Kilometer vor Meiktila vorgestoßen waren, ihr Feuer ein und die britischen und indischen Truppen der Burma-Armee konnten am 26. April Mandalay erreichen. Doch sie hatten infolge der feindlichen Luftangriffe etwa 500 Mann verloren, weitere 200 hatten desertiert und etwa 300 Soldaten waren an Dehydratation oder Beriberi gestorben, wodurch die Stärke der 1. Division und somit des gesamten Burma Corps nun auf etwa 3000 einsatzfähigen jedoch vollkommen erschöpften Soldaten reduziert worden war. Diese Truppen hatten den Großteil ihrer Munition verloren sowie alle restlichen Artilleriebatterien und Lastkraftwagen. Die meisten Soldaten hatten auch ihre Infanteriewaffen, in den meisten Fällen Lee-Enfield Gewehre, verloren.

##### Japanischer Angriff gegen die 66. Armee

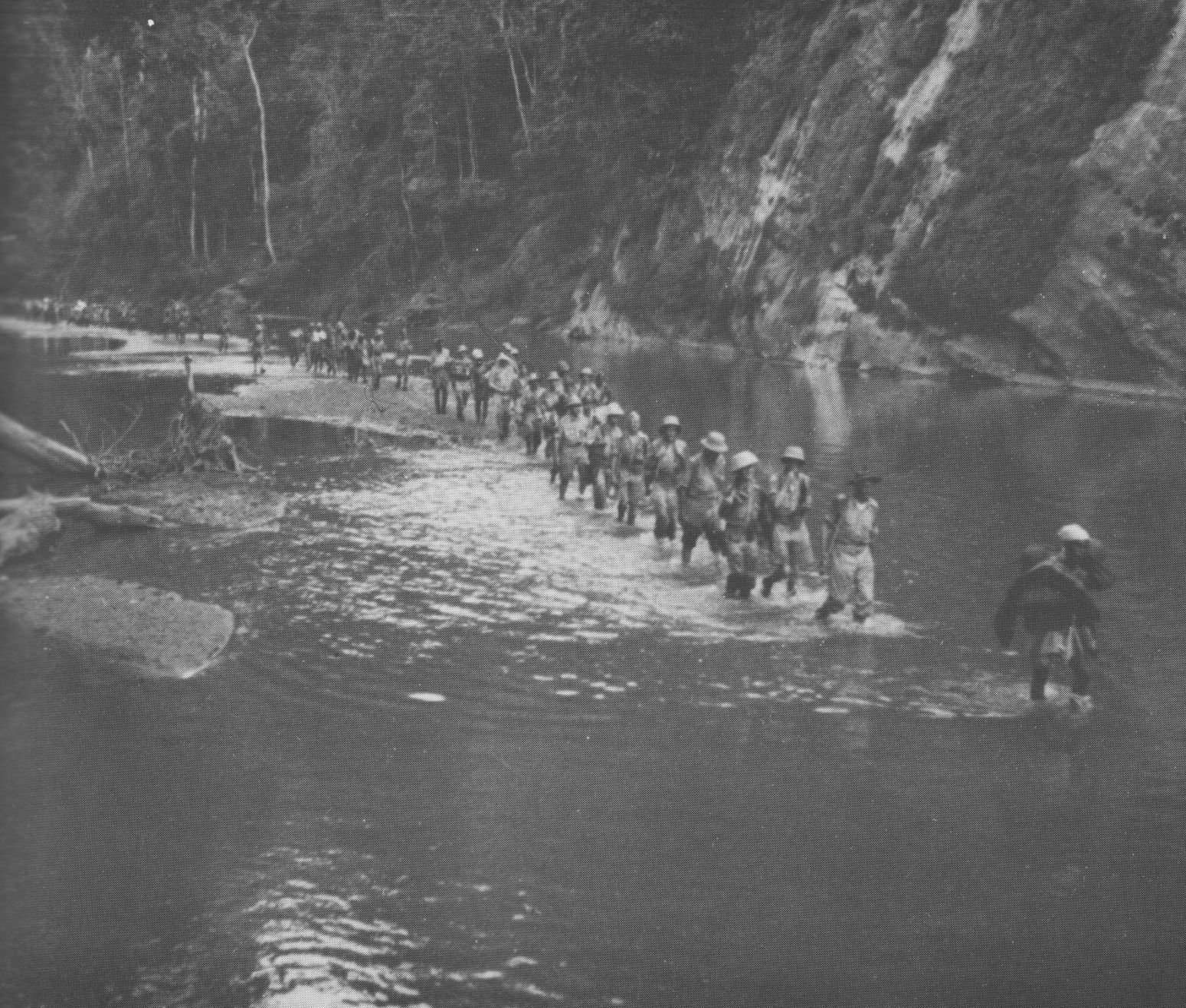
General Joseph Stilwell, sein Stab und eine kleinere Eskorte beim Überqueren eines Flusses während des Rückzuges nach Britisch-Indien, Anfang Mai 1942.

Die chinesische 66. Armee, der die 200. Division unterstellt wurde, kam Mitte Februar nach Burma und wurde von General Stilwell sofort nach Toungoo beordert. Doch nur General Dai Anlans 200. Division konnte Toungoo erreichen, und nachdem jegliche Hoffnung auf einen Sieg in der Schlacht verloren gegangen war und General Anlan um die Erlaubnis gebeten hatte, die Stadt zu evakuieren, wurde die 66. Armee beauftragt, die einzige Verteidigungslinie vor Mandalay und Lashio, die im Shan-Staat verlief, gegen feindliche Angriffe zu halten.
Am 24. April traten die 56. japanische Division, die nach dem Sieg von Toungoo in voller Stärke an die Front angelangt war, sowie die motorisierten Aufklärungskolonnen der 55. Division zur Offensive gegen die chinesische 66. Armee im Shan-Staat. Die Verbände der 66. Armee waren durch den dichten Dschungel sehr ausgedehnt und konnten, so die japanischen Annahmen, einem koordinierten Angriff gegen den linken Flügel der chinesischen Truppen nicht standhalten. Die Hauptstreitmacht der chinesischen Reserve, etwa 4000 Mann in drei Regimentern, war in Taunggyi stationiert, wo auch General Stilwell sein Kommandoposten und eine Kommunikationszentrale einrichtete. Die chinesische Artillerie und ein motorisiertes Bataillon waren hinter der Hauptverteidigungslinie als operative Reserve stationiert, doch die schlechte Infrastruktur des Gebiets verhinderte rasche Truppenbewegungen. Eine Division der chinesischen Infanterie, sechs Regimenter der Reserve die wenige Tage zuvor aus Taunggyi abkommandiert worden waren und einige Verbände der versprengten 200. Division gruben entlang der wichtigsten Straßen ein statisches Verteidigungssystem, und wurden wie in Toungoo von britischen und indischen Militäringenieuren und Pionierabteilungen koordiniert. Die wichtigsten chinesischen Truppenkonzentrationen befanden sich in den Ortschaften Mawchi, Bato und Loikaw.
Der Angriff der ersten japanischen Kampfgruppe, eine selbstständige Einheit der 56. Division des Generaloberst Masao Watanabe durchbrach am Morgen des 24. April um 7:30 Uhr die chinesischen Verteidigungslinien der letzten Einheiten der 200. Division wenige Kilometer vor Loikaw. Das 4. Aufklärungsbataillon (mot.) stieß in den rückwärtigen Raum vor und konnte schon am selben Tag mit den restlichen Einheiten der 56. Division mehrere Dörfer nahe der Ortschaft einnehmen. Die 1. Kampfgruppe vernichtete am folgenden Tag zwei chinesische Bataillone der 200. Division, die durch die japanischen Typ 97 Chi-Ha-Panzer und mehrere Spähpanzerwagen angegriffen wurden und die Flucht ergriffen, da sie über keinerlei Panzerabwehrgeschütze verfügten. Am selben Tag fiel auch eine kleinere Stellung der 200. Division und wurde durch die japanischen Truppen in Brand gesetzt. General Stilwell blieb in Taunggyi zunächst ohne Nachrichten von der Front. Der Einbruch der 56. Division lag im Bereich der chinesischen Reservefront des Generals Liao Yaoxiang. Nachdem er schon früh seine wenigen Reserven zum Einsatz gebracht hatte, meldete er am 25. April an Stilwell, dass die Lage außerordentlich ernst sei und dass mehrere chinesische Einheiten bereits vernichtet oder die Flucht ergriffen hatten. General Watanabe konnte deshalb relativ frei operieren und drehte zunächst einige Abteilungen der motorisierten Truppen nach Nordosten in Richtung Taunggyi ab, um hier mit den Truppen der 55. Division zusammenzutreffen, die gegen den rechten Flügel der Chinesen antritt und nach wenigen Stunden Loikaw erreichten. Auf dem linken Flügel gingen die Einheiten der 56. Division gegen stärkeren chinesischen Widerstand vor, doch die Verluste blieben gering und die chinesischen Einheiten wurden durch Artilleriebeschuss und Luftangriffe zum Rückzug gezwungen. Die motorisierten Einheiten konnten nun wegen der schlechten Infrastruktur und des Zustandes der verschlammten Wege nicht weiter vorstoßen und nur die Infanterie konnte vordringen. Loikaw und mehrere kleinere Ortschaften wurden am 26. April von der 55. Division eingenommen und die chinesische Front brach damit endgültig zusammen. Die japanischen Truppen marschierten in Richtung Taungyyi und trieben die versprengten chinesischen Einheiten, die nur einzelne Gegenangriffe starteten, vor sich her. Die chinesischen Truppen der 66. Armee erlitten enorme Verluste und die japanische Artillerie begann am 27. April mit dem Beschuss von Taungyyi; General Stilwell und sein Stab verließen daraufhin die Stadt. Chinesische Einheiten der 200. Division griffen die japanischen Truppen wenige Kilometer vor der Stadt an, doch sie wurden unter schweren Verlusten zurückgeworfen. Am selben Tag konnten die japanischen Truppen Taunggyi einnehmen und vernichteten zwei chinesische Bataillone bei Loilem: die 66. Armee wurde damit fast vollkommen vernichtet. Die operative Reserve und die überlebenden Soldaten der Fronteinheiten konnten unter Stilwells Befehl den Rückzug in Richtung Lashio antreten, doch sie wurden durch japanische Luftangriffe vernichtet und nur Stilwell, wenige Mitglieder seines Stabes und einige höhere Offiziere, mit etwa 150 Mann der 66. Armee, konnten Lashio vier Tage später erreichen. Die gesamte 66. Armee verlor in weniger als einer Woche 23.690 Mann von etwa 25.000 und musste ihre komplette Artillerie, die gesamte Munition, alle Lastkraftwagen und technischen Geräte in Loikaw oder Taunggyi zurücklassen. Die japanischen Truppen erlitten weniger schwere Verluste und mussten etwa 350 Tote beklagen. Sie nahmen am 1. Mai einige Brücken über den Irrawaddy und konnten wenige Stunden später ihren Vormarsch in Richtung Lashio fortsetzten. Die Sicherung und Säuberung des eroberten Gebiets übernahm die 55. Division, dessen Hauptquartier in Taunggyi eingerichtet wurde und die in den folgenden Wochen noch einige kleinere chinesische Gruppen vernichtete.

#### Ende des Feldzuges
Die rechte Flanke der alliierten Front vor Lashio und Mandalay bei Taunggyi und Loikaw wurde durch die komplette Vernichtung der 6. Armee durchbrochen. Durch die somit entstandene Lücke brach die gesamte 56. Division und einige Regimenter der 55. Division ein. Diese Truppen unterteilten sich folgendermaßen: etwa 8000 Truppen der 56. Division, die durch eine motorisierte Aufklärungskolonne derselben Einheit unterstützt wurden, sollten auf Lashio vorgehen, während die restlichen zwei Regimenter der 56. und die Truppen der 55. Division gegen die chinesischen Basen der 66. Armee nördlich von Taunggyi, nahe der chinesischen Grenze zu Yunnan, vorstießen. Die Aufgabe dieser Einheiten war es, die chinesische 66. Armee, die durch die Vernichtung der 6. Armee geschwächt worden war und zudem unter Treibstoff- und Munitionsmangel litt, einzukesseln, somit die Ausgangspunkte der Yunnan-Burma-Straße einzunehmen und die alliierte Nachschubroute nach China zu unterbrechen. Die Einheiten der 56. Division stießen auf keinerlei gegnerischen Widerstand, da die gesamten chinesischen Truppenverbände in der Gegend aufgerieben worden waren, und konnte Lashio bereits am 30. April erreichen. Einige der versprengten chinesischen und britischen Truppen, die in der Stadt versammelt worden waren, versuchten, durch einen koordinierten Gegenangriff gegen die linke Flanke der vorrückenden Japaner diese aufzuhalten und die Stadt zu verteidigen, doch ihr Angriff wurde durch Artilleriefeuer gebrochen und ein japanischer Vorstoß konnte die Überlebenden in die Stadt zurückdrängen. Durch einen kurzen Häuserkampf und ständigem Artilleriebeschuss wurden jedoch auch die letzten Verteidiger aus den Gebäuden zurückgeworfen und gerieten in japanische Kriegsgefangenschaft. Bei diesem kurzen Gefecht um Lashio erlitten die japanischen Truppen der 56. Division etwa 100 Mann Verluste, während die chinesischen und alliierten Truppen weit über 600 Mann verloren. Die überlebenden Soldaten wurden durch japanische Verfolgungstrupps in den Dschungel getrieben und konnten sich nach einigen Tagen zu einer größeren Gruppe zusammenschließen, die zur indischen Grenze marschierte.

##### Eroberung Mandalays und Rückzug der Burma-Armee
Den britischen Truppen des Burma Corps (Gen. Slim), die Yenangyaung verlassen konnten, wurden vom Operationsstab der Burma-Armee in Mandalay, befohlen neue Verteidigungsstellungen direkt vor der Stadt zu bemannen, um einen japanischen Vorstoß abzuwehren. Doch die englischen Truppen hatten bereits bei Rückzug alle Kraftfahrzeuge und Geschütze und einen Großteil der Munition verloren. Deshalb konnten die völlig erschöpften indischen und britischen Soldaten die gut befestigte Stellung vor der Stadt gegen einige angreifende japanischen Einheiten der 33. Division, die durch Flugzeuge unterstützt wurden nicht lange halten, wobei sie nach dreistündigen Kämpfen in die Stadt zurückweichen mussten. Das japanische Oberkommando versuchte die 33. Division noch während der Kämpfe durch die Infanteriekräfte der 18. Division abzulösen, um die Erstere Einheit für einen möglichen Vorstoß in Richtung Indien freizumachen. Doch die 18. Division kam aufgrund von zähem britischen Widerstand im Großraum Mandalay, der noch nicht von allen dort stationierten britischen Einheiten geräumt worden war, nur langsam vorwärts und die ersten Einheiten konnten erst am 2. Mai in die Stadt einsickern. Die wichtigsten Gebäude wurden stundenlang beschossen und die japanischen Truppen arbeiteten sich langsam, unter dem Schutz von Maschinengewehren und Panzern, Richtung Stadtkern vor. Doch der britische Widerstand erwies sich als besonders schwach und die japanischen Truppen konnten ab dem folgenden Morgen viel schneller vorstoßen. Die letzten organisierten Einheiten der 1. Burma Division, Burma Corps, zwei indische Bataillone, waren in der Stadt zurückgeblieben um eine Verteidigung zu versuchen, doch sie mussten am 3. Mai die letzten Viertel evakuieren und schlossen sich dem Rest der Burma-Armee an, die entlang der Burmastraße in Richtung Assam marschierte. Von den britischen und indischen Soldaten der Armee besaß kaum einer eine Waffe, nur vierzig Kraftfahrzeuge waren noch erhalten; die versprengten Truppen litten an Wasser- und Lebensmittelmangel und mehrere Männer starben an Beriberi, Sonnenstichen und Malaria. Nach dem Abschluss der Kämpfe um die britischen Positionen bei Mandalay waren das Kaiserliche Hauptquartier in Tokyo und das Oberkommando der 15. Armee der Ansicht, dass der Gegner keine wesentlichen Kräfte mehr zur Verteidigung Burmas hätte, da alle britischen Truppen im Land zerschlagen worden waren. Am folgenden Tag wurde in Japan die Eroberung Burmas durch verschiedene Zeitschriften, vor allem durch die Asahi Shimbun, proklamiert.

## Folgen

### Beginn der japanischen Besetzung
General Iida wurde durch Feldmarschall Hisaichi Terauchi, Kommandeur der Südarmee, und seinem Stab in seinem Hauptquartier in Rangun besucht. Terauchi gratulierte ihm zum Erfolg des Feldzuges und es wurde besprochen, ob ein Angriff gegen die indischen und britischen Truppen die nach Assam flüchteten oder gar ein neuer Feldzug um Nordindien einzunehmen im Bereich des Möglichen standen. Doch die anbrechende Regenzeit und die darauffolgende Verschlammung aller befahrbarer Wege nach Assam und Indien, sowie einige störende Luftangriffe der Flying Tigers, verhinderten einen japanischen Vorstoß gegen Indien. Auf japanischer Seite herrschte nun Uneinigkeit über die Frage, wie die japanische Kontrolle über Burma in Zukunft gesichert werden könne. Schließlich übertrug die Kaiserlich Japanische Armee Premierminister Ba Maw die Aufgabe zur Bildung einer faschistischen Regierung in Burma. Ba Maw organisierte daraufhin ein Kabinett und die neue Regierung Burmas wurde wenig später von mehreren Ländern, unter ihnen das Deutsche Reich, das Japanische Kaiserreich und verschiedene japanische Satellitenstaaten, wie Thailand oder Vietnam, anerkannt.
Die burmesische Bevölkerung begrüßte zu Beginn die japanischen Truppen als Befreier von der britischen Kolonialherrschaft. Wenige Monate später hatte die rücksichtslose Ausbeutung des Landes im Rahmen der japanischen Kriegswirtschaft zu großem Unmut in der Bevölkerung geführt.
Die Burma Independence Army (BIA), eine paramilitärische Widerstandsorganisation die im Laufe des Feldzuges gegen die britischen Truppen an der Seite der Japaner gekämpft hatte, war seit dem Beginn der Eroberung im Januar 1942 unkontrolliert gewachsen, und in einigen Gegenden hatten sich auch bedeutende Amtsträger oder sogar Kriminelle oder Kriegsfürsten zu Mitgliedern erklärt. Unter der japanischen Besatzung wurde sie nun als Burma Defence Army (BDA) neu organisiert, ihr wurde der Status einer Nationalen Armee zugewiesen und sie wurde durch die japanische Marionettenregierung des Ba Maw finanziert. Die Verbände der BDA, die im August 1942 bis zu 18000 Mann stark geworden war, bestanden jedoch in den meisten Fällen aus burmesischen Deserteuren der Burma-Armee, thailändischen Soldaten und kriminellen Banden, die unter dem Namen BDA auftraten. Die Armee stand weiterhin unter dem Befehl der Thirty Comrades, eine Elite der burmesischen Widerstandsführer die von den japanischen Truppen ausgebildet worden waren. Der wichtigste der Thirty Comrades war Aung San, der den militärischen Befehl über die Truppen der BDA übernahm, 1945 mit den Alliierten verhandelte und daraufhin die Seiten wechselte.

### Verluste
Die britische Armee hatte während der Kämpfe große Verluste erlitten. Nach Abschluss des Feldzuges und nachdem die Burma-Armee nach Assam geflüchtet war, meldete General Slim, Befehlshaber des Burma Corps, in einem Stabsbericht die Verluste seiner Einheit an General Alexander. In diesem Bericht wurde die Vernichtung von einem kompletten Verband aufgeführt: die 1. burmesische Division, die nach gewaltigen Verlusten am 4. Mai aufgelöst wurde. Sie wurde wenige Wochen später durch General Slim wieder aufgestellt. Im Bericht wurde zudem der Verlust von insgesamt 160 Geschützen, 193 Lastkraftwagen und Kraftfahrzeuge, und aller Munition gemeldet. Im Laufe des Feldzuges waren 23.121 Mann gefallen und mehr als 9000 burmesische Truppen waren desertiert oder wurden von den japanischen Truppen gefangen genommen. Auch einige britische und etwa 200 indische Soldaten kamen in japanische Kriegsgefangenschaft. Die meisten der indischen Gefangenen schlossen sich wenige Monate nach ihrer Internierung der Azad Hind von Subhash Chandra Bose an. Angesichts der Tatsache, dass nach britischen Angaben zum Schutz der Grenzen von Assam und von Manipur im Falle einer japanischen Offensive Mitte Mai weniger als 15.000 britische und indische Soldaten zur Verfügung gestanden hätten, erscheint die Meldung von General Slim nicht völlig unwahrscheinlich.
In Imphal, Hauptstadt des indischen Staates Manipur und nun Sitz des Hauptquartiers der Burma-Armee führten die Ereignisse zu einer Krise. Am 19. Mai erklärte General Alexander öffentlich, dass die Hauptstadt bedroht sei und bat in Delhi und Calcutta um militärische Verstärkung. Industriebetriebe und kleinere Ortschaften direkt an der Grenze mit Burma wurden evakuiert. Daraufhin brach in der Hauptstadt Delhi eine Panik aus und einige Einwohner flüchteten. In Imphal musste am 25. Mai der Belagerungszustand erklärt und das Kriegsrecht verhängt werden, doch nach dem Beginn der Regenzeit wurde klar, dass die japanischen Truppen nicht vor dem nächsten Sommer angreifen würden. Der japanische Vorstoß auf Imphal und Kohima erfolgte stattdessen im Frühling 1944.
Auch die chinesische Armee hatte während der japanischen Eroberung Burmas enorme Verluste erlitten. Da genaue chinesische Angaben fehlen, ist man auf die Angaben des amerikanischen Berichts von General Joseph Stilwell angewiesen, der, nach Abschluss der Kämpfe, die Vernichtung von 2 chinesischen Armeen, die 6. und die 66., Hunderten Geschützen und Fahrzeugen meldete. Laut Bericht waren etwa 100.000 chinesische Soldaten während der Kämpfe ums Leben gekommen, während 30.000 verwundet wurden und 2.000 in japanische Kriegsgefangenschaft gerieten, doch genaue Angaben fehlen. Auf japanischer Seite fielen während der sechsmonatigen Operation insgesamt etwa 8000 Soldaten, doch auch hier ist die genaue Verlustzahl unbekannt.
Auch etwa 40.000 burmesische Zivilisten starben, vor allem aufgrund von japanischem Artilleriebeschuss und Luftangriffen, doch auch an Hunger, vor allem in den Städten Toungoo und Rangun, und wegen einiger japanischer Massaker. Die britischen Truppen zerstörten im Verlauf des Rückzugs zahlreiche Infrastrukturobjekte, um den Vormarsch der Japaner zu verlangsamen. Die chinesischen Truppen lösten sich nach der Niederlage stellenweise auf und betätigten sich als Banditen in Burma. Die burmesische BIA plünderte massiv und entfachte einen ethnischen Kleinkrieg mit den in der Kolonialzeit durch die Briten bevorzugten Karen.